# Binter Mediterráneo

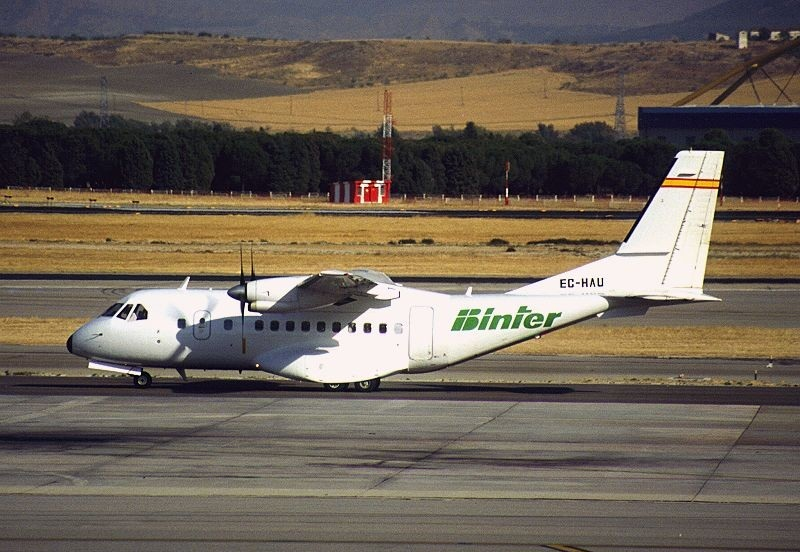
CASA CN-235 de Binter Mediterráneo.

Binter Mediterráneo est une ancienne compagnie aérienne d'Espagne, qui a opéré de 1992 à 2001.